# Station Grodzisko
Station Grodzisko is een spoorwegstation in de Poolse plaats Grodzisko.